# Бистър
Бистър (на сръбски: Бистар или Bistar) е село в община Босилеград, Западните покрайнини, Сърбия.

## География
Бистър са намира в котловина, в сръбската част на областта Краище, на юг от Босилеград. През селото тече Бранковска (Тлъминска) река, десен приток на Драговищица, наричана от местните жители и Бистърска река. В Бистър към Бранковска се влива Ярешничка река (Ярешнички поток).

### Махали
Селото е от пръснат тип, съставено традиционно от 11 махали, разположени от двете страни на Бранковска река. На левия ѝ бряг са махалите Рупите, Реката или Село махала, То̀шини, Коша̀рска махала, Цепа̀ница, Градище, а на десния бряг – Бели брег, Тръновци, Стойовци, Тънки рид. Махалата Село, където е разположена църквата и през която тече Ярешничка река, се смята за централна. Махалата Тънки рид е разположена най-високо – 1314 м. н.в. В миналото нейните жители са били известни с мутафчийските си изделия – дисаги, чували, черги от козя козина и други.

## История
В землището на селото, в махалата Градище са намирани редица останки от стара крепост.
До средата на XIX век Бистър е било купно село и се е намирало в махалата Село, а по-късно се е разпръснало.
В 1864 година Бистър, отбелязано като Бистрица, е господарско село в нахия Краище, което има 22 ханета, а в 1866 година – 24 ханета (208 жители). Данните за 1874 година са – 28 ханета и 106 мъже. През същата година е записано, че местните жители притежават 1751 овце. Според някои данни през 1876 година е открито местното училище, което се помещава в частни сгради.
От 1878 до 1920 година селото е в границите на България. То влиза в състава на Бранковска селска община, която е част от Изворска околия. През 1887 година селото става център на община, която от 1889 до 1901 година е част от Босилеградска околия, а след разформироването на последната преминава към Кюстендилска околия.
През 1908 година е построена първата училищна сграда.
По силата на Ньойския договор от 1919 година селото е включено в пределите на Кралството на сърби, хървати и словенци (Югославия). През този период жителите му са подложени на насилствена асимилация и на репресии, които включват побоища и убийства. В 1926 година е построена църквата „Свети Филип“.
През 1941 – 1944 година Бистър, както и останалите села в Западните покрайнини, е под българско управление. След 1944 година отново е в границите на Югославия и наследилата я след разпада ѝ Сърбия.

## Население
При преброяването от 2002 година 70,68% (123 д.) от жителите на Бистър са записани като българи, а 18,96% (33 д.) – като сърби.

## Редовни събития
В миналото традиционният събор на селото се е провеждал на 1 май, на празника на пророк Еремия.

## Личности
Родени в Бистър
- Александър Гигов (1898 – 18 ноември 1924), български революционер, деец на ВМРО и ВЗРО[8]